# Електроенергетика
Електроенергетика је подобласт електротехнике која се бави производњом, преносом и дистрибуцијом електричне енергије, као и електричним уређајима прикљученим на такве системе као што су генератори, електромотори, трансформатори и уређаји енергетске електронике. Иако је већи део ове области усредсређен на трофазне наизменичне системе, који су стандард за пренос и дистрибуцију, значајан део области бави се конверзијом између једносмерне и наизменичне струје, као и развојем специјализованих система који се користе у авионима и за електричну железницу.

## Историја
Електрицитет је постао предмет интересовања научника крајем 17. века уз радове Вилијама Џилберта. Током наредна два века начињена су важна открића, попут сијалице са ужареним влакном и Волтиног стуба. Највеће откриће у електроенергетици било је откриће Мајкла Фарадеја из 1831. који је доказао да промена магнетног флукса индукује електромоторну силу у намотају жице, принцип познат по имену електромагнетна индукција који објашњава рад генератора/електромотора и трансформатора.
Године 1882. Томас Едисон и његова компанија су изградили прву електрану на свету у улици Перл у Њујорку. У тој електрани је ранило неколико генератора које су покретале парне турбине и који су у почетку опслуживали око 3.000 сијалица за 59 потрошача. Електрана је производила једносмерну струју, а како у то време једносмерна струја није могла бити трансформисана на виши напонски ниво како би се смањили губици током преноса, највећа удаљеност од генератора до пријемника је била око 800 метара.
У Лондону су исте године Лусијен Голар и Џон Диксон Гибс представили први трансформатор који се могао користити у мрежи. Практична вредност Голаровог и Гибсовог трансформатора је била приказана 1884. у Торину, где је тај трансформатор коришћен да осветли око 40 km пруге енергијом из једног генератора наизменичне струје. Упркос успеху оваквог система, њих двојица су направили неколико грешака, од којих је највећа то што је примаре трансформатора везао на ред, тако да је укључење или искључење једне лампе утицало на остале лампе у линији, јер трансформатори нису били једнако оптерећени. Након демонстрације, амерички предузетник Џорџ Вестингхаус је купио неколико трансформатора и Сименсов генератор и наложио је својим инжењерима да експериментишу у нади да ће их побољшати за употребу у комерцијалним енергетским системима.
Вилијам Стенли, један од Вестингхаусових инжењера, је уочио да је проблем у везивању на ред и такође је дошао до закључка да ће гвоздено језгро око кога би се намотали примарни и секундарни намотаји смањити губитке услед расипања флукса. Са овим идејама, Стенли је конструисао много напреднији трансформатор за наизменичне мреже у Грејт Барингтону 1886. Никола Тесла је током 1887. и 1888. патентирао низ проналазака, укључујући и патент за двофазни асинхрони мотор. Иако се Тесли не могу приписати заслуге за изградњу првог асинхроног мотора, његов дизајн мотора је, за разлику од других, био практичан за индустријску употребу.
До 1890-их производња електричне енергије је узела маха, а компаније су изградиле на хиљаде електричних мрежа (и за једносмерну и з а наизменичну струју) у Сједињеним Државама и Европи, који су углавном биле посвећене обезбеђивању електричне енергије за осветљење. Током овог времена је избио оштар сукоб између Едисона са једне стране и Вестингхауса и Тесле са друге, познат као Рат струја, око тога који је начин преноса (једносмерном или наизменичном струјом) бољи. Године 1891. Вестингхаус је изградио прву мрежу која је била пројектована и да погони и електромоторе, а не да само обезбеђује електрично осветљење. Та мрежа је напајала синхрони мотор у Телјурајду, док је мотор стартовао Теслин асинхрони мотор. Са друге стране Атлантског океана, Оскар фон Милер је саградио трофазну електричну мрежу напонског нивоа 20 kV дугу 176 km од Лауфен ам Некара до Франкфурта на Мајни. Године 1895. након дуготрајног процеса доношења одлуке, одлучено је да се од хидроелектране на Нијагариним водопадима преноси електрична енергија до преко трофазне мреже наизменичне струје напонског нивоа до 11 kV до града Буфала. Након завршетка ове хидроелектране, за нове електричне мреже су се све чешће узимала наизменична струја.
Иако су задње две деценије 19. века биле кључне деценије у развоју електроенергетике, њен развој се наставио и у 20. и 21. веку. Године 1936. пуштена је прва HVDC линија која је користила диоде на бази живиног лука, а повезивала је Скенектади и Меканиквил. HVDC је претходно био постизан везивањем генератора једносмерне струје на ред, мада је овај систем трпео због мале поузданости. Године 1957. Сименс је представио први исправљач на бази полупроводника (који су данас стандард у HVDC системима), међутим, све до почетка 1970-их та технологија није била коришћена у комерцијалним електричним мрежама. Године 1959. компанија Вестингхауз је представила први прекидач који је користио гас  као медијум у коме се одвија прекидање и гашење електричног лука.  је далеко бољи диелектрик од ваздуха, а његова употреба је знатно смањила димензије прекидача и трансформатора. Многа важна унапређења су дошла из поља информационих технологија и телекомуникација. На пример, развој рачунара је омогућио да се прорачун токова снага врши брже што је омогућило много боље планирање електричних мрежа. Напредак у информационим технологијама и телекомуникацијама је такође омогућио даљинску контролу над генераторима и прекидачима у мрежи.

## Енергија
Електроенергетика се бави производњом, преносом и дистрибуцијом електричне енергије, као и пројектовањем широког спектра сродних уређаја. Ту спадају трансформатори, генератори, електромотори и уређаји енергетске електронике.
У многим држава на свету, држава је власник електричне мреже која повезује бројне генераторе са пријемницима. Корисници купују електричну енергију из електричне мреже како би избегли велике трошкове производње сопствене електричне енергије. Инжењери електроенергетике такође раде на пројектовању и одржавању електричне мреже, као и система који су повезани на њих. Такви системи могу да предају мрежи додатну електричну енергију, узимају електричну енергију из мреже или раде и једно и друго. Инжењери електроенергетике могу такође и да раде на системима који се не повезују на електричну мрежу и користе се тамо где повезивање на мрежу није пожељно, као на пример у удаљеним рудницима, где може бити јефтиније да рудник сам производи електричну енергију за своје потребе него да плаћа енергију из мреже.
Данас већина мрежа користи трофазни систем наизменичне струје. Овакав избор се делимично приписује лакоћи којом се овак тип електричне енергије може производити, трансформисати и користити. Понекад се (а нарочито у САД) мрежа из економских разлога подели пре него што стигне до станова чији се мали захтеви за снагом могу задовољити монофазном мрежом. Међутим, индустрија предност даје трофазним мрежама јер она може да погони ефикасне и јефтине моторе као што су трофазни асинхрони мотори.
Трансформатори имају важну улогу у преносу електричне енергије, јер омогућавају трансформацију електричне енергије, тако што спуштају/дижу вредност напона, а подижу/спуштају јачину електричне струје. Ово је врло важно јер су на вишим напонима иста снага преноси уз мањи проток струје што повлачи мање губитке током преноса. Ти губици су једнаки производу квадрата вредности електричне струје и вредности електричне отпорности.
Из тих разлога, дуж преносне мреже постоје разводна постројења у ком се напон подиже пре преноса, а спушта се на вредности погодне за употребу након преноса.

## Производња електричне енергије
Производња електричне енергије је процес којим се друге врсте енергије трансформишу у електричну. Постоје неколико различитих процеса трансформације, као што су хемијски, фотонапонски и електромеханички. Електромеханичка конверзија енергије се користи за добијање електричне енергије из угља, нафте, природног гаса, уранијума, воде и ветра. Сви ови процеси електромеханичке конверзије, осим конверзије енергије ветра, користе синхроне генераторе које покрећу парне, гасне или водене турбине, које претварају енергију водене паре, природног гаса и воде у ротациону енергију, а ротациону енергију даље у електричну претварају генератори. Овај процес је најекономичнији и стога се најчешће среће у електроенергетици.
Како ће светске резерве угља, нафте и природног гаса бити исцрпљене у будућости и због еколошких проблема око нуклеарних електрана, у свету је акценат на производњи чисте енергије из обновљивих извора, као што су енергије ветра и Сунца.

## Пренос електричне енергије
Електрична енергија се од електрана до потрошача преноси преносном мрежом. Преносна мрежа је сложена веза са петљастом тополошком структуром, која омогућава посредну или непосредну везу сваке електране са сваким потрошачем, чак и у случају испада било ког елемента преносне мреже. Преносни систем је високо аутоматизован систем, у погледу разводних постројења и водова.
Преносне мреже се могу градити као подземне или надземне. Подземне кабловске мреже се користе у урбаним срединама, где је примена надземних водова превише скупа или неизводљива. Такође се користе за пренос енергије испод река, језера или залива. Надземне преносне мреже се користе на осталим местима, јер су за исти напонски ниво, оне јефтиније од каблова.
Унутар разводног постројења налази се опрема као што су трансформатори, релеји и прекидачи. Трансформатори преносе електричну енергију из преносне мреже једног напонског нивоа у преносну мрежу другог напонског нивоа. Релеји се користе као заштитна опрема, који сигнализују прекидачима акције када улазни напон пређе или падне испод одређеног нивоа. Прекидачи осим заштитне улоге служе и за нормално искључивање преносне мреже када се врше радови на њој.

## Дистрибуција електричне енергије
Дистрибутивни систем преноси електричну енергију од преносне мреже до непосредних пријемника. Дистрибутивни системи обично имају радијалну топологију, јер су системи са упетљаном топологијом много скупљи. Дистрибутивна трговина електричном енергијом се може схватити као малопродаја енергије и одвија се на нижим напонима док се преносна мрежа може схватити као велетрговина (између произвођача и дистрибуција) и одвија се на знатно вишим напонима (обично 110 kV и више).